# Paratendipes stictoptera
Paratendipes stictoptera är en tvåvingeart som först beskrevs av Jean-Jacques Kieffer 1922.  Paratendipes stictoptera ingår i släktet Paratendipes och familjen fjädermyggor. Inga underarter finns listade i Catalogue of Life.